# Agassin
Der Agassin war ein Hundetyp, der in altrömischen Quellen erwähnt wird und heute von einigen Autoren als Vorfahre der Terrier angesehen wird. Arrianus erwähnt in seinem Commentario, dass die Einwohner Britanniens Hunde für die unterirdische Jagd besitzen, die in der örtlichen Sprache als Agassin bezeichnet wurden. Um das Jahr 200 beschreibt Oppian von Apamea in seinem Werk Kynegetika (Über die Jagd) ebenfalls Hunde dieses Namens und erwähnt auch die alternative Bezeichnung Agasses. Gemäß seiner Beschreibung handelt es sich bei den Hunden um kleinere Terrier.
Inwieweit der Agassin tatsächlich mit den heutigen Terrierrassen verwandt ist, ist unbekannt.